# حجز المركبات

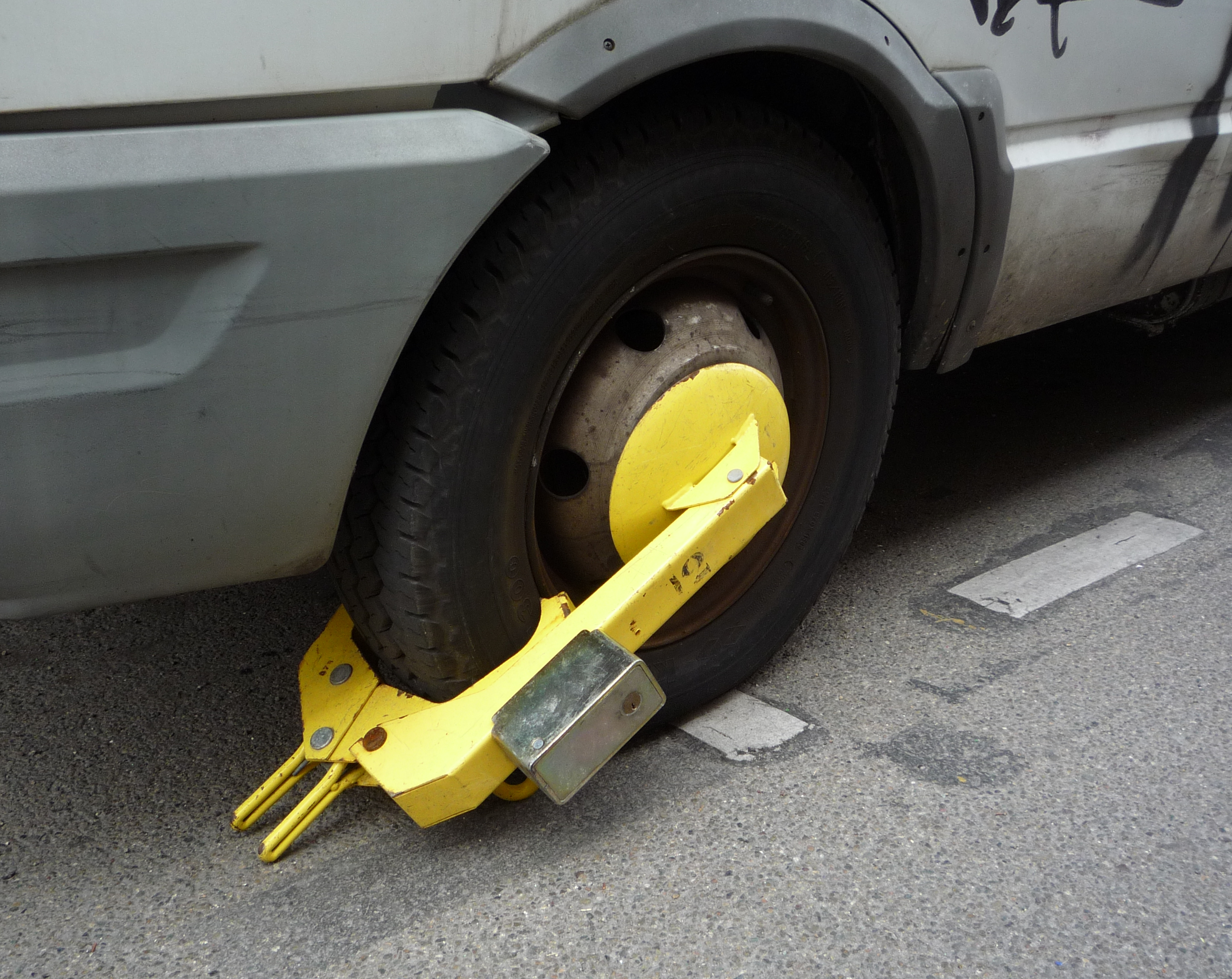
يعد تجميد المركبات في مكانها جزءًا أساسيًا من عملية الحجز.

حجز المركبات هو العملية القانونية لوضع مركبة في محجز المركبات الذي يسمى أيضًا محشر المركبات، وهو مكان احتجاز للسيارات والدراجات النارية والمركبات الأخرى حتى تُرد مرة أخرى لمالكيهم، أو يُعاد تدويرها للحصول على أجزائها المعدنية، أو تجرَّد من أجزائها في مستودع خردة أو بيعها بالمزاد العلني لصالح وكالة الحجز.